# Escuque
Escuque es la capital del Municipio Escuque del Estado Trujillo (Venezuela). Según el INE, para el año 2013, esta localidad contaba con 17 617 habitantes.

## Historia

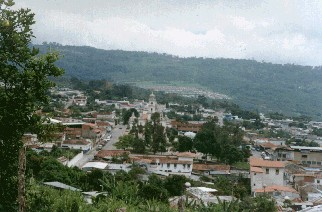
Escuque visto desde el sector la Loma.

### Orígenes
Debemos tener presente que la fecha exacta de su fundación, no es fácil establecerla; en primer lugar, porque en este sitio ya los cuicas habían fundado una ciudad que despertó la admiración de los primeros españoles que llegaron a ella; en segundo lugar, porque esta población indígena fue descubierta en 1548 por Diego Ruiz de Vallejo, comisionado por Juan de Villegas, quien pensó fundar allí mismo una población española, pero circunstancias ajenas a su voluntad se lo impidieron; en tercer lugar, porque entre 1556 y 1558, Diego García de Paredes fundó aquí a Trujillo, que luego fue destruida por los indios y, en cuarto y último lugar, porque en septiembre de 1559 Francisco Ruiz reconstruyó la ciudad, con el nombre de su pueblo natal Mirabel, la cual, finalmente, volvió a tomar su nombre aborigen de Escuque que, como dice su nombre en lengua cuica, quiere decir Pueblo de Nubes y que, como lo se cita anteriormente, causó la admiración de los primeros españoles que llegaron allí. De ello da fe el cronista de Indias Juan de Castellanos en su tercera Elegía, cuando dice que
"Las casas de grandeza tan pujante, 
Tantas y por tal orden y concierto.
Que no se vido cosa semejante..."
Antes de esta descripción de la población había descrito el templo y hablado de la imagen que en ella se veneraba:
"Icaque se decía y era diosa
Que de bulto tenían retractada
En casa de tres naves espaciosas,
De grandes y menores frecuentada;
Hacíasele fiesta generosa

(A tiempos y por días) señalada,"
De estas descripciones podemos deducir que se trataba de una población grande y bien ordenada, como no se había visto en tierras de lo que hoy es Venezuela. En consecuencia, la fundación original no fue obra de los españoles, sino de los cuicas, por lo que se hace difícil datar la antigüedad del pueblo.
Otra cosa importante que se desprende de las Elegías de Castellanos, es que en este pueblo existía un templo de tres naves y que estaban fijados los días dedicados a la celebración de las fiestas de su diosa. En el lugar donde este templo se erigía se emplazó por la construcción de una capilla, y más tarde del templo actual del Dulce Nombre de Jesús de Escuque
Un pueblo de momentos históricos.
Para el momento de la Independencia era, junto con Trujillo y Boconó, uno de los centros urbanos más desarrollados. Ello explica porque Escuque tuvo representación en la Junta Patriótica de Trujillo que, en 1810, declaró la Independencia de esta provincia, cuya Constitución fue redactada, precisamente, por un escuqueño: Fray Ignacio Álvarez y fue sancionada el 2 de septiembre de 1811, por el Congreso Provincial en el cual Escuque tuvo como su representante a Domingo J. Peña, otro escuqueño ferviente partidario de la Independencia.
Otro hecho digno de destacar, es que Bolívar estuvo aquí dos veces, la primera en la Campaña Admirable, en 1813, y la segunda en 1820 cuando vino a Trujillo a celebrar los Tratados de Armisticio y Regularización de la Guerra. En esta última oportunidad instaló su cuartel general en la casa llamada La Capilla, hoy desaparecida, y donde podemos leer, en una gran placa de mármol, la célebre Proclama que desde ahí dirigió a los corianos.
Muchos escuqueños participaron en la guerra de Independencia, entre ellos debemos destacar a Vicente de La Torre y a su hija Barbarita, la Amazona Trujillana, y también a Cipriano Díaz, quien se unió a las fuerzas de Bolívar, participó en la Batalla de Carabobo, acompañó a Bolívar en la Campaña del Sur y en la Batalla de Ayacucho recibió el título de Capitán.
Una vez separada Venezuela de la Gran Colombia, por decreto del 13 de junio de 1831, se restableció la Provincia de Trujillo con cuatro cantones: Trujillo, Escuque, Carache y Boconó. Esta división en cuatro cantones la ratificó el presidente Juan Crisóstomo Falcón cuando, por decreto del 23 de noviembre de 1863, creó el Estado Trujillo. El cantón de Escuque estaba dividido en cinco parroquias: Escuque, Betijoque, Motatán, Valera y Mendoza. Al incluir a Betijoque como una de la parroquias, se incluía también a Isnotú, por lo que a José Gregorio Hernández lo podemos considerar como un escuqueño que, además, fue bautizado en la vieja Iglesia Colonial de Escuque. La pila bautismal de esa Iglesia, al igual que la bellísima imagen de la Inmaculada, fue trasladada a la nueva Iglesia y en ella fuerin bautizados todos los que allí nacieron, hasta cuando fue cambiada por otra y colocada como una reliquia en un ángulo de la Capilla. 
Después de la Independencia y separación de la Gran Colombia, en varias ocasiones, Venezuela se vio envuelta en guerras y guerrillas intestinas. Escuque no fue ajeno a esas calamidades, aunque, como el resto de Los Andes, no sufrió los embates de la sangrienta Guerra Federal, pero a comienzos del siglo XX fue el más afectado por las contiendas entre los partidarios de Castro y los partidarios de Gómez. Los primeros se conocieron como los liberales y en el Estado Trujillo su jefe fue el General Leopoldo Baptista. Los seguidores de Gómez fueron los conservadores y en Trujillo su jefe fue el General Juan Bautista Araujo. La época más nefasta para Escuque fue la comprendida entre el 21 de abril de 1899, día en que mataron en esta población al comerciante Gabriel Albornoz Alburgue (liberal) y a don Juan Manzaneda (conservador), y el 23 de noviembre de 1926 día en que se publicó el manifiesto titulado "Voz de Duelo y de Sanción", firmado por más de cien representantes de la comunidad. En esas contiendas, como venganza por el asesinato del general José María García Manzanilla, el 21 de septiembre de 1923, fue también asesinado, entre otros, Santiago Colménter. En esa sangrienta época se hizo célebre el caserío El Mamón, del que salieron varias montoneras y donde, como consecuencia de estas luchas, murieron muchas personas.

## Geografía
Escuque está ubicada en un valle a 1100 m s. n. m.. En este lugar se fundó la primera población establecida por los españoles en los Andes venezolanos: la ciudad de Trujillo, que luego fue trasladada a distintos puntos del actual estado homónimo. Escuque es también la ciudad capital de la parroquia del mismo nombre.
La localidad se divide tradicionalmente en tres áreas comunales: La Loma, La Calle y El Corozo. Sin embargo, su crecimiento urbano ha dado lugar a nuevos sectores y urbanizaciones, entre ellas: Urbanización Fray Ignacio Álvarez (Las Rurales), La Garita, Barrio Niño Jesús, Puerto Escondido, San Francisco, Candelillas, Media Luna, Avenida Francisco Ruiz, Calle Nueva, El Tendal, El Mamón, Las Delicias, Los Limoncitos, Urbanización Eloisa Torres, El Samán, El Colorado, Barquesí, Los Potreritos, La Honda, Urbanización Colinas de Carmania, Ezequiel Zamora, La Legua, Urbanización Tabisquey, Juan Díaz, El INCE, La Victoria, Los Ranchos, Sicoque, El Socorro y La Palma, entre otros.
Entre sus edificaciones más destacadas se encuentran el Templo del Dulce Nombre de Jesús, declarado Bien de Interés Cultural por el Instituto de Patrimonio Cultural de la Nación; la sede de la Corporación de Los Andes (CORPOANDES); la fábrica de Café Escuque; la Casa Natal del pintor Salvador Valero Corredor; la Casa Natal del poeta Ramón Palomares; la Institución Escuqueña; el Taller de Cerámica Eloisa Torres; y la fábrica de velas Los Andes, entre otros espacios representativos del patrimonio local.

## Economía
Uno de los factores fundamentales para el desarrollo de la economía son las vías de comunicación. Escuque, como se desprende de lo que hemos dicho, se convirtió, desde la época precolombina, en un cruce de caminos; en aquella época por ser la población más importante y la sede de la diosa Icaque. A la llagada de los españoles fue, junto con Trujillo, una de las primeras fundaciones urbanas y mantuvo su importancia durante la Colonia, en consecuencia, los caminos siguieron cruzándose en este sitio, lo cual explica también por qué Bolívar tenía que pasar por él en sus campañas. Esta ventaja se mantuvo hasta cuando aparecieron los vehículos de motor y se empezaron a construir carreteras. La carretera más importante de Los Andes es la Trasandina y no pasa por Escuque, sino por Valera que se ha desarrollado como el principal centro comercial de Trujillo y parte de Mérida.
Otro factor fundamental es la producción de bienes y la existencia de servicios. La principal base económica de Escuque ha sido siempre la agricultura. En el siglo XVII, el cacao pasó a ser el principal producto de exportación de Venezuela y en la provincia de Trujillo, incluyendo a Escuque, también se desarrollaron plantaciones, pero nunca como en Barlovento y otras regiones del centro de Venezuela, En cambio, en el siglo XIX y las tres primeras décadas del XX, el café, que fue introducido en Venezuela en 1730, rápidamente se extendió por varias regiones del país y desplazó al cacao como el primer producto de exportación. Los Andes se convirtieron en el principal productor y Escuque tuvo un desarrollo impresionante, no sólo en lo económico, sino también en lo cultural y de ahí que, como lo veremos más adelante, y a pesar del declive debido a las luchas entre liberales y conservadores, las primeras décadas del siglo XX hayan sido calificadas como la Época de Oro de Escuque. Debemos tener en cuenta, además, que el cultivo del café se adapta muy bien a este clima, y por desarrollarse en las laderas montañosas, bajo los grandes árboles propios de la selva nublada, se comporta como un cultivo conservacionista que protege esas laderas de la erosión que se produciría si se destruyese la vegetación natural y se hicieran conucos para cultivos anuales que dejan el suelo desnudo y a merced de las fuertes lluvias.
De acuerdo con el Diccionario de Historia publicado por la Fundación Polar (segunda edición, 1997), al entrar el siglo XX la producción de café se encontraba en pleno y acelerado ascenso. El año más significativo de la primera década de ese siglo, fue el de 1909, no sólo porque se exportaron más de 7.000.000 de libras, sino porque alcanzó a equipararse con la del cacao, al que después superó hasta convertirse en el primer producto de exportación de Venezuela. El punto culminante de la producción y exportación de café fue el año 1919, cuando se exportaron 82.328 toneladas. A partir de ese año se presentaron altos y bajos, hasta llegar a la situación poco significativa de hoy. Las causas que explican esta decadencia son varias, pero la principal fue la aparición del petróleo que muy pronto se convirtió en el principal producto de exportación, otras causas fueron las dos guerras mundiales, la expansión de las plantaciones en el Brasil y la gran depresión del año 1930, que trajo consigo una brutal caída de los precios que pasaron de 2.166 bolívares la tonelada, en 1928, a 550 bolívares en 1939. Esta depresión fue para Escuque como un gran terremoto, que originó la quiebra de importantes casas comerciales y la ruina de varias familias.
La Era de Oro
Como consecuencia del auge del café, Escuque atrajo a muchos emprendedores que establecieron importantes casas comerciales y con ellas a vendedores y compradores, no sólo de los pueblos vecinos, sino también de Lara, Zulia y Mérida, y se establecieron relaciones con conocidos establecimientos, especialmente de Maracaibo, que exportaban el café e importaban diferentes productos del extranjero, Además, muchos de esos emprendedores adquirieron haciendas que contribuyeron a incremeurales. El teatro era un gran galpón con techo de palmas que quedaba donde después se construyó el Teatro Municipal, hoy, lamentablemente en ruinas. Ahí se presentaban diversos espectáculos: conciertos, recitales, operetas y en ocasiones especiales venían espectadores de pueblos vecinos, como Betijoque, Carache y Carora. Entre 1858 y 1959, se publicaron 14 periódicos, todos de corta duración.
Son muchos los aspectos que se pueden analizar para comprender mejor el porqué de este período de bonanza y desarrollo, pero hay dos que se destacan, uno cultural y el otro material, aunque impulsado por razones espirituales.
En esta época se destacó un buen número de excelentes educadores. En 1887 fue inaugurada la primera Escuela Secundaria creada y dirigida por uno de los escuqueños más honorables: el Dr. Guillermo Hóyer. En 1907 el Dr. Julio H. Sánchez, creó el "Colegio San Luis" que más tarde fue sustituido por el "Colegio Pío X", el cual, a partir de 1909, fecha de su creación, tuvo como director al sacerdote tachirense Juan Maximiliano Escalante, quien por sus innumerables méritos, poco antes de morir en 1952, tuvo el honor de ser nombrado Camarero Secreto de su Santidad por el Papa Pío XII. El Padre Escalante, en su empeño por convertir su colegio en un centro de excelencia, trajo de Maracaibo al médico Guillermo Parra Farías con el objeto de reforzar la calidad académica de la institución, labor que cumplió con creces el Dr. Parra. Además, no debemos olvidar que el padre Escalante fundó también el "Colegio Bolívar", para señoritas, La dirección de este colegio estuvo a cargo de la educadora zuliana señora Isolina de Montiel y la subdirección a cargo de la educadora escuqueña Julia Vivas Muñoz. 
Lamentablemente para Escuque, en 1916, el padre Escalante fue nombrado cura y vicario de La Grita y el Colegio Pío X cerró sus puertas, pero en esos siete años de actividad formó un nutrido grupo de jóvenes que luego fueron distinguidos profesionales en diversas disciplinas, y ejerció tal influencia en la comunidad que se constituyó en la causa principal de que esa época de prosperidad recibiera el apelativo de "Época de Oro"
La construcción de la iglesia fue un aspecto a resaltar. El Padre Ovidio E. Olivieri fue quien comenzó a sembrar la idea de construir un nuevo templo más amplio que la vieja Iglesia Colonial, la que, además, ya presentaba algunas grietas. En 1904 el padre Olivieri fue sustituido por el padre Juan Maximiliano Escalante, pero la idea del nuevo templo ya se había sembrado en la comunidad y contaba con entusiastas promotores como Don Germán del Gallego. El padre Escalante, para coordinar las acciones y acopiar los fondos necesarios, creó la Corporación Cívica de Fomento, de la cual formaban parte Don Nicolás Cárdenas Ferrer, quien fue nombrado Tesorero. Cinco años más tarde ya se habían realizado todos los trámites necesarios y se había contratado al maestro Lisímaco Puente para que proyectara y dirigiera la construcción, la cual comenzó a ejecutarse en 1910, y ya para 1911, con motivo de la celebración de los actos conmemorativos de la declaración de la Independencia, y con la ayuda del Ejecutivo Regional, se terminó la cúpula del presbiterio. 
A la cúpula le siguió el altar mayor que fue financiado por los hermanos Carlos y Juan Bautista Rivas y se destinó al Niño Jesús (aquí debemos recordar que en el viejo templo el Niño no ocupaba el altar mayor). Los hermanos Rivas, más tarde, financiaron también la Capilla dedicada al Corazón de Jesús e hicieron traer de Europa algunas imágenes, entre ellas, el magnífico Calvario que se encuentra en uno de los altares laterales. Después de la Cúpula, en 1915, se terminó el frontis y la torre, financiados por los hermanos Uzcátegui Chipía, en esa torre, siete años después, se instaló el famoso reloj donado por Don Germán del Gallego, y unos años antes se habían colocado las campanas donadas por Don José Mazzei. Los hermanos Uzcátegui Chipía donaron otra joya artística a la Iglesia que son los catorce grupos escultóricos que representan las estaciones del Vía Crucis. Terminado el frontis, se continúo con la construcción de las diferentes capillas y los arcos que se construyeron gracias a algunos donantes importantes y a la comunidad. En 1916 el padre Escalante fue trasladado a la parroquia de La Grita, pero los sacerdotes que le sucedieron: Escolástico Duque, y Antonio Ignacio Camargo, continuaron con el mismo entusiasmo y en 1927 culminaron los trabajos.
Actualmente el municipio Escuque cuenta con dos entidades financieras importantes, la primera es la Caja Agrícola Emprendedores de Sicoque, la cual se encarga de dar créditos, préstamos y ofrecer cuentas de ahorros a los agropecuarios del sector de Sicoque en el municipio, la segunda es la Billetera Digital "Fe y Finanzas" el cual se ha denominado como el primer banco del municipio Escuque. 

## Símbolos
- Himno

La letra del Himno de Escuque fue escrita el año de 1905 por el Pbro. Juan Maximiliano Escalante, Cura Párroco de la ciudad de Escuque desde 1904 al 1916. La música es del conocido y famoso hijo de Escuque, Profesor José Antonio Carreño, ejecutante y compositor de innumerables canciones, bambucos, valses, pasodobles, marchas e himnos entre otros.
Coro
De la gentil Escuque publiquemos
su original historia, su nobleza,
con cincel de oro, con filial presteza,
sus glorias en mármoles grabemos.

I Estrofa
Sus fulgores cual iris ostenta
de piedad y rival sin progreso
su cultura genial representa
un orden de divino embeleso.

II Estrofa
De genios forjadora sublime
ceñida de cristalinas fuentes,
tus cafetales en flor rientes
de la miseria al hombre redime.

III Estrofa
Salve Escuque, por siempre entonemos
los hijos de sacra tradición;
del escuqueño Niño, la canción
sin cesar por doquier publiquemos.

- Escudo

El cuerpo central tiene la siguiente disposición: dividido en tres (3) cuarteles: los dos (2) superiores son de la misma dimensión, el cuartel inferior es de mayor superficie, cubre más o menos el 60% de la totalidad del cuerpo central.
El cuartel de la parte superior derecha, sobre un campo de azur, representación del eterno azul de nuestro cielo, una banda argentada (blanca) simula rasgos natural es (agua-ríos) y también a los entes fundadores del pueblo, un asentamiento firme y de estabilidad.
El cuartel izquierdo, sobre un campo de gules (rojo) se encuentra un pergamino semi-desdoblado en el cual está la siguiente leyenda: Diego García de Paredes (1.558) y Francisco Ruíz (1.559) que se refiere a los fundadores de Nueva Trujillo (1.558) y Mirabel (1.559), nombres con los cuales se conoció el pueblo fundado en el caserío aborigen Skuke. A continuación, se nota una Leyenda bocetada, a manera de texto, que sería el Acta de Fundación española de la ciudad.
En el cuartel inferior se representa la escena cuando el Fundador García de Paredes, con sus soldados, señala el sitio buscado como el lugar adecuado para asentarla ciudad encomendada.
En el sitio señalado, en el extremo del cuartel y debajo de unos árboles, se ve un grupo de bohíos y al lado unos aborígenes con sus arcos y flechas en actitud de vigilancia; esta escena está sobre un fondo de oro.
Toda esta superficie que abarca los tres cuarteles, está bordeada por una franja de pequeño grosor - que protege el conjunto-, y que termina en punta dirigida hacia abajo.
Esta estructura central está coronada por una esfera de color oro, que simboliza a la deidad lkake, máxima creencia espiritual de los aborígenes Kuikas, y colocada en pintura, sobre la superficie circular, está la imagen del Niño Jesús de Escuque, máxima referencia religiosa venida con los Conquistadores. Sobre la parte superior de la esfera, campea el nombre Escuque. La esfera está soportada sobre la parte cimera central, por unos arabescos de colores verdes - rojos desvaídos.
El blasón o Escudo ostenta en la parte diestra un ramo de cafeto con sus granos rojos y en la parte siniestra una rama de caña de azúcar, que se entrecruzan en la parte inferior, ambas representan las dos principales fuentes de riqueza que sustenta la economía escuqueña.
La palabra Fundación va inmediatamente debajo de la punta del Escudo, en una cinta azul, levemente curvada y que enlaza los tallos de ambas ramas vegetales.
Una cinta en rojo, terminada en flecos de oro se entrelaza con los tallos, esta cinta lleva las siguientes inscripciones: marzo-abril: 1.558.... Septiembre: 1.559 que son las fechas de Fundación. En el Centro de la cinta va la fecha 1.830, que señala el "GESTO DE ESCUQUE".

## Religión
El patrono de este pueblo es el Niño Jesús de Escuque, las fiestas patronales son el 14 de enero. La venerada imagen del Dulce Nombre de Jesús, vino de la pintoresca villa de Gibraltar por los días del ya lejano año de 1610 traída por la familia Guánchez y Cerrada, procedente del Reino de León, España. Debido a los constantes ataques de los valientes indios Quiriquires, los Guánchez y Cerrada decidieron abandonar el poblado de Gibraltar e ir a la ciudad de Barinas, a su paso por Escuque la imagen del Dulce Nombre de Jesús causó gran fervor en el pueblo que mediante los ruegos de la fervorosa comunidad adccedierón en dejar la imagen en medio de una explosión de excelsa emoción y al mismo tiempo de dolor profundo; en el año de 1626 en que según unos según regresarón a su patria y según otros se fueron a Santo Domingo, la distinguida familia Guánchez y Cerrada se despidió definitivamente y de rodillas, entre largos suspiros y oraciones saturadas de intenso fervor, con su memoria llena de recuerdos de la dilecta, prestigiosa e irremplazable venerable reliquia de su hogar: de la imagen del Dulce Nombre de Jesús, la cual recibe veneración en el Templo Parroquial de Escuque. Además en su templo parroquial se guarda la pila bautismal donde fuera bautizado el Dr. José Gregorio Hernández, una curoisidad de este templo es que en él se conserva una artística escultura española tamaño natural de la Inmaculada Concepción de María de Murillo, la cual hace traer de España el Presbítero Ovidio Olivieri para finales de los años 1800, únicamente se conocen dos imágenes como esta, la del templo de Escuque y otra en Lima, Perú. 
También el templo posee el grupo escultórico de las estaciones del vía crucis, imágenes de alto relieve italianas traídas probablemente entre 1926-1928.
Aspectos Religiosos
Comenzaremos por decir que lo más importante de todo, es el amor y la profunda devoción que tienen los escuqueños, y muchos no nacidos ni criados allí, al Dulce Nombre de Jesús de Escuque. El Niño Jesús tiene una gran fiesta el 14 de enero. En Caracas todos los años se celebra también esa fiesta en la Iglesia de San Francisco, no el 14 sino el domingo siguiente, con el objeto de que los escuqueños que viven allá, puedan venir a Escuque ese día. En Mérida también se celebra el domingo siguiente, pero ahí tenemos, en la Pedregosa Alta, una capilla dedicada al Niño Jesús de Escuque gracias al Señor Hipólito Sarache quien, al irse de Escuque en 1954, se llevó una imagen y le construyó esa Capilla, la cual, luego fue reformada y ampliada por la comunidad que ha asumido como suya esa devoción. Hoy esa capilla está bajo la dirección de los padres Salvatorianos, quienes construyeron, ahí mismo, un bello seminario y recientemente se creó una cofradía.
La bella imagen del Niño Jesús que preside la Iglesia de Escuque, fue traída, en 1610 o 1611, de León, España, a Gibraltar por la familia Guánchez y Cerrada a la cual pertenecía, pero en 1615 Gibraltar fue incendiada por los indios, salvándose la sola casa donde se encontraba la imagen y mucha gente que se refugió allí. Como consecuencia de este lamentable suceso la familia Guánchez y Cerrada decidió irse a vivir a Barinas, pero improvisadamente se quedó en Escuque donde vivió desde 1615 a 1626, tiempo suficiente para que en la comunidad escuqueña naciera una profunda devoción a ese Niño. De ahí que cuando la familia Guánchez y Cerrada decidió regresar a su Patria le pidieron que les dejara al Divino Niño, a lo cual se negaron los dueños, pero quiso la Providencia que en esos días viniera a visitarlos Fray Juan de Casiana quien finalmente los convenció para que accedieran a dejarla. Desde ese momento el Niño, hasta entonces de aquella familia, fue y es para siempre el Dulce Nombre de Jesús de Escuque.
Otro acontecimiento digno de resaltar es la visita pastoral de Monseñor Mariano Martí a la diócesis de la Provincia de Venezuela, de la cual era obispo. Esta visita duró 12 años y a Escuque llegó el 15 de abril de 1777. Aquí, al igual que en todos los pueblos que visitaba, hizo una detallada descripción de la iglesia, la cual no estaba terminada, lo que preocupó al Obispo, ya que la construcción de esa iglesia tardó alrededor de cien años, lo que contrasta con la rapidez con que se construyó la nueva iglesia, pero en este caso debemos tener en cuenta que las condiciones económicas y el número de habitantes eran muy diferentes. Los detalles sobre la vieja iglesia que nos brinda el obispo Martí, son muy prolijos y, debido al tiempo de que disponemos, no los vamos a transcribir aquí, pero ellos están en publicaciones recientes, como es el caso del libro "Escuque, su Niño, su Iglesia" de José Hernán Albornoz y Juan Carlos Barreto Balza. Por esa descripción sabemos que esa iglesia tenía dos altares y estaba dedicada al Niño Jesús, pero a pesar de ello, el Niño no ocupaba el altar mayor, sino el otro dedicado a El. 
El obispo Martí en sus visitas no se ocupaba sólo de la iglesia y de las cuestiones tocantes a la religión, sino también de la población, de la cual levantaba un censo y describía todos los aspectos que le parecían interesantes, como, por ejemplo, la extensión del territorio de cada pueblo, sus características naturales, las reglas que debían seguirse para la enseñanza de los niños y, en el caso de Escuque, de la construcción de un cementerio para todos los difuntos a quienes se hiciese el entierro de limosna. Este cementerio quedaba al lado de la actual Iglesia Por el censo de la población sabemos que para la fecha de su visita había en Escuque 139 casas habitadas por igual número de familias españolas, con un total de 767 habitantes; y 12 familias de indios, todas con sus respectivas casas, para un total de 59 indios.
Informa también el obispo Martí que en 1720 se nombró un presbítero secular que, en calidad de teniente de los curas de Trujillo, administraba los sacramentos: y que, a partir de 1748, por reales cédulas, Escuque tuvo su cura párroco independiente de los de Trujillo.
Un último aspecto tocante a lo religioso, es el hecho, tal vez único, de que la parte central de Escuque, entre las quebradas Mismote y Corozo, se encuentra construida en terrenos propiedad del Niño Jesús, ya que estos le fueron donados por el padre Juárez, según consta en la escritura que se conserva en el archivo parroquial. 

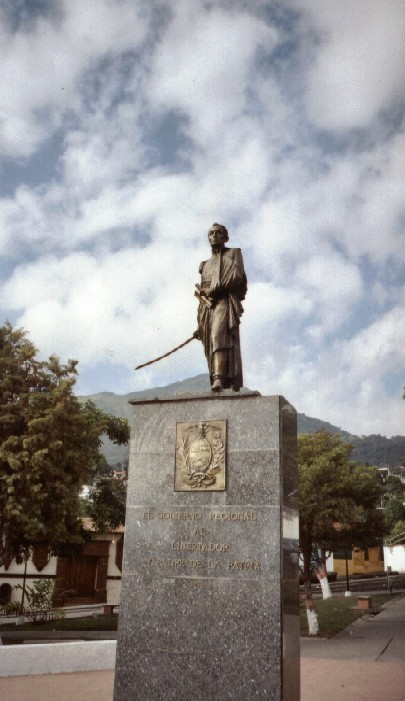
Plaza Bolívar de Escuque.

## El Templo
La idea de construir un nuevo templo la tuvieron Don Germán del Gallego, ilustre benefactor de Escuque y el Pbro. Escalante, inolvidable propulsor del progreso de esta ciudad. Don Germán era de opinión que se erigiera el nuevo templo hacia la parte norte de la plaza, dando frente al este, pero el proyecto o planos de la nueva iglesia auspiciada por Don Germán, aunque de arquitectura moderna, le parecieron pequeños al Pbro. Escalante, y había el detalle de tener que comprar casas y terreno, por lo que hizo triunfar su idea de levantar un templo más grande, aunque fuera más lentamente, derribando por partes la antigua iglesia colonial, para así utilizar el amplio terreno de cien metros de largo, y poder seguir celebrando misas y demás actos y fiestas religiosas al mismo tiempo que se iba construyendo el nuevo templo.
Todo Escuque recuerda cómo el pueblo entero, sus hacendados y personas pudientes dieron su contribución al empeño progresista, al dinamismo contagioso del cura progresista. Hay el dato curioso de que para evitar el pago costoso de un ingeniero o arquitecto titulares, el Padre Escalante utilizó al maestro de obras que construyó las torres de la catedral de Mérida, el cual era analfabeto, no sabía leer pero era hábil para dibujar y calcular los proyectos y planos de sus obras. Y así logró dejar esa estructura sólida, de piedra, ladrillo, cal y arena, de arquitectura que tiene mucho de romana, y la que ha resistido varios temblores incólume.
Un dato honroso para el fervor cristiano de los escuqueños, es que el ilustre sumo pontífice San Pío X consagró el día 14 de enero como fiesta no movible para la celebración anual de la festividad religiosa del Niño Jesús de Escuque.

## Personajes
- Jaruma

Cacique de los escuqueyes, resistió heroicamente la invasión de los españoles. Jaruma, que en lengua india significa "El del penacho de diez plumas", fue el Jefe indiscutido de las tribus que poblaron el territorio de los cuicas o escuqueyes. Fue un cacique hermoso. Alto, valiente, digno, magnánimo, fue el alma de estos pueblos, que en sus luchas contra las belicosas tribus del Coquivacoa, habían adquirido una formidable destreza guerrera que mucho les sirvió para enfrentarse a los soldados del Rey de España. En efecto estos fueron recibidos gentilmente por los aborígenes, que luego fueron vilmente escarnecidos en sus hombres y mujeres. Jaruma, encendido de justa cólera, puso en pie de guerra sus ejércitos, y lavó con sangre de conquistadores hispanos la ofensa de que habían sido víctima su pueblo y sus mujeres. Jaruma representa así la dignidad del aguerrido pueblo escuqueño.
- Barbarita de la Torre

Es la gran heroína escuqueña. Su valor fue inmenso. Acompañó al ejército libertador en varios combates. Su nombre es de los que han conquistado la altura de las grandes mujeres guerreras.
- Fray Ignacio Álvarez

Existen datos concretos de que fue el secretario que redactó el Acta de Independencia. Ayudó a los patriotas en su lucha por nuestra emancipación.
- Cipriano Díaz, Lugarteniente del Libertador

Acompañó al Libertador Simón Bolívar en sus grandes campañas. Nació en el Barrio el Corozo, la Avenida principal de este sector lleva su nombre.
- Dr. Guillermo Hoyer

Eminente valor que se dedicó a la educación, de origen humilde, se dio a la causa del pueblo.
- Monseñor Juan Maxiliano Escalante

Nace el 12 de julio de 1875 en “Los Mirtos”, jurisdicción del municipio Varga. Sus padres José Valentín Escalante y María Antonio Zambrano Pérez. Oriundo del Táchira fue padre de una generación de médicos, abogados e intelectuales. Fundó el Colegio Pío X, signo de la efervescencia cultural del Escuque de aquella época. Recibe la ordenación sacerdotal el 13 de octubre de 1901 de manos de Mons. Antonio Ramón Silva en la Catedral de Mérida. Sus primeros frutos sacerdotales en la misma ciudad como vicario cooperador y luego en las parroquias de Sabana Libre, Isnotú, Escuque, Espíritu Santo de La Grita por dos períodos y en la parroquia San Sebastián de San Cristóbal. En Escuque deja marcada su huella con la construcción del sólido y majestuoso templo y en La Grita las capillas de Pueblo Hondo y Sabana Grande, la reapertura del Colegio Sagrado Corazón de Jesús iniciado por Mons. Jáuregui el año 1939. En diciembre del mismo año el papa Pío XII le eleva a la dignidad de Camarero Secreto otorgándole el título de Monseñor. Muere al año siguiente el 26 de abril de 1952 realizando las honras fúnebres el II Obispo del Táchira Mons. Rafael Arias Blanco. El pueblo de Escuque, honra su memoria levantando un pequeño busto a su memoria e inaugurado el 26 de abril de 1953.
- Don Ignacio Carrasquero

Educador ejemplar. El liceo de Escuque lleva su nombre.
- Dr. José Antonio Hernández

Extraordinario médico que con filantropía se constituyó en una de las figuras nobles, humanas, que pusieron toda su vida al servicio del pueblo. El Dr. Hernández es un símbolo de amor entre las clases humildes, lo podríamos llamar el "José Gregorio Hernández de Escuque".
- Don Germán del Gallego

Es uno de los ilustres hombres de Escuque. Caballero andante, viajero infatigable, Don Germán amó a Escuque hasta las horas de su muerte. Quedan signos de esa inmensa pasión que sintió por este pueblo, trajo las campanas y reloj que ostenta el templo parroquial.
- Dr. Julio H. Sánchez

Considerado como uno de los grandes oradores por el escritor Don Mario Briceño Iragorry.
- Julio Sánchez Vivas

Poeta, Escritor, Educador, su nombre alcanzó verdaderas cimas en nuestra cultura.
- Salvador Valero Corredor

Nacido en el Caserío El Colorado en marzo de 1903. Es el máximo representante del arte popular escuqueño y trujillano, su temática se centró en las creencias populares del Escuque del siglo pasado , las leyendas, los encantos. Entre sus obras se encuentran: "la mudanza del encanto", "La inmolación de Hiroshima", "Mañanita de Aguinaldo", "Las murmuradoras" entre otras. Sus obras se pueden admirar en el museo de arte popular que lleva su nombre en la ciudad de Trujillo y en la sede del ateneo de Escuque.
- Eloisa Torres

También llamada la "Niña Eloisa", otro de los baluartes del arte popular escuqueño. Fue Ceramista, su obra se centró en el que hacer diario de Escuque, sus personajes populares, los acontecimientos más resaltantes de la ciudad como procesiones, peleas de gallos, mercados y los pesebres o nacimientos una de sus grandes pasiones.
- Coronel Vicente de la Torre

Padre de Barbarita de la Torre. Don Vicente ganó por su bravura las rencillas de Coronel. Participó en muchos combates, generalmente en tierras larenses, sufriendo finalmente una derrota de las manos del Indio Reyes y refugiándose en Valerita, pero al saber que su hija había sido capturada, se entregó para que le perdonasen la vida a la heroína. Se dice que los habitantes de Escuque ofrecieron al Indio Reyes Vargas el peso en oro de Don Vicente de La Torre, pero éste rehusó y fusiló en la plaza de la Candelaria de Trujillo al bravo Coronel.
- José Antonio Carreño

Nacido en al Barrio musical de El Corozo el 29 de octubre de 1893. Ejecutante y compositor de innumerables canciones, bambucos, valses, pasodobles, marchas e himnos entre otras composiciones. Murió el 15 de mayo de 1967.
- Mary Parra de Rivas

Nacida en el caserío El Colorado el 19 de enero de 1926. Maestra Normalista, una de las Primeras Maestras de la Escuela Federal "Eduardo Blanco" Hoy Grupo Escolar, También Funda el Instituto de Comercio "Ignacio Carrasquero Cabello" que más adelante pasa hacer la Primera Secundaria de la Ciudad y ocupa la Primera Dirección del Plantel, funda la Asociación de Educadores Jubilados y Pensionados AMEJUP Escuque que por más de 15 años esta activo y luego de su muerte acaecida el 22 de julio de 2014 le colocan su Nombre lucha por los Campos y sus Alrededores. 
- Ramon Palomares: fue un poeta venezolano. En 1975 obtuvo el Premio Nacional de Literatura por su libro Adiós Escuque; en 2006 resulta ganador del primer Premio Internacional de Poesía Víctor Valera Mora; y en 2010 del Premio Iberoamericano de Literatura

Además podríamos mencionar también a Antonio José Fernández "El hombre del anillo" se le conoció así porque siempre llevaba en su mano derecha un anillo de piedra de río; José Jesús Peña, los Educadores: Viviano Nuñéz, Srta. Julia Vivas Muñoz, los Presbíteros Martín Juaréz, Zoilo Troconis y Monseñor Salvador Barazarte, oriundo del Alto de Escuque.

## Gastronomía
Sopa de Tacones; Se prepara con cuadritos de arepas del día anterior y se hace un caldo con leche, cebolla larga, 1 o 2 huevos, sal, ají, cilantro, donde se ponen a cocinar las arepas. Es un plato para el almuerzo. Existe otra variedad de esta sopa que se prepara con consomé de pollo o carne, aparte se baten los huevos con harina de trigo y queso, se hace una tortilla que se parte en cuadritos y se le coloca al consomé; al final de la cocción se le coloca "cilantro de monte".
Sakus :Es un pastel de pescado (manamana o bocachico). El pescado se limpia muy bien y se rellena con huevo, aceitunas, alcaparras, cebolla. Se recubre con masa y se envuelve en hojas de plátano como hallaca. Posiblemente este plato sea de origen español. 
Las sopas de leche:
Se preparan con leche y con hojas de hierbabuena, arepa recién hecha en cuadritos y queso asado. 
Mistela: Elaborado a base de papelón, aguardiente, jengibre, clavo y especias. 
Dentro de la dulcería tenemos los chupabebes, que son unas chupeticas hechas de goma, azúcar, anís y colorante que se envuelven en papel encerado; los pícaros, que son unas bolas de plátano maduro con queso y canela que se fríen. Son famosas en esta tierra de los Cuicas: las hallacas de caraotas, de arvejas, hallaquitas o carabinas, curruchete, dulces de cascos de guayabas, lechoza, arroz con leche y dulce de naranjón, entre otros.

## Enlaces externos

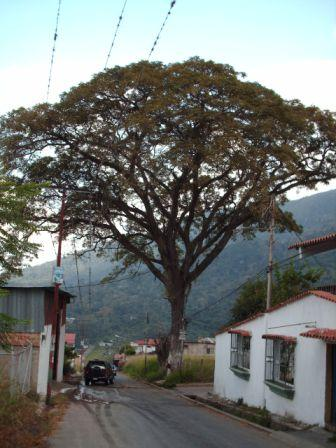
Samán de Escuque.